# Jacques De Ruyck (professeur)
Pour les articles homonymes, voir Jacques De Ruyck.
 (janvier 2010).
Si vous disposez d'ouvrages ou d'articles de référence ou si vous connaissez des sites web de qualité traitant du thème abordé ici, merci de compléter l'article en donnant les références utiles à sa vérifiabilité et en les liant à la section « Notes et références ».
Jacques De Ruyck, né en 1952, est un enseignant-chercheur belge spécialisé dans l'ingénierie des chaudières et la thermodynamique.

## Biographie
Jacques De Ruyck obtient un diplôme d'ingénieur en électromécanique de la Vrije Universiteit Brussel, puis un doctorat en soutenant une thèse sur Computation of End-Wall Boundary Layers in Axial Compressors.[réf. nécessaire]
Après une carrière en mécanique des fluides, il se tourne vers la thermodynamique et s'implique dans la production d'énergie tout en faisant de l'expertise technique et en participant à différents groupes de conseil (Electrabel, ODE Vlaanderen, KVIV genootschap energie, AMPERE commission, Aminal, VITO). Il travaille sur les cycles des turbines de gaz, sur l'analyse exergique, sur les cycles d'évaporation et le recouvrement chimique, sur les activités de combustion, sur la biomasse. Il est impliqué dans l'évaluation de bio-fiouls liquides dans le cadre d'actions de recherche fédérales[réf. nécessaire].
De Ruyck est auteur ou coauteur de plus de 100 publications. Il enseigne la thermodynamique, la machinerie turbo et la fourniture d'énergie[réf. nécessaire].
Membre du CA de son université de 1999 à 2003, il préside le département d'ingénierie mécanique depuis 2005. Il est professeur émérite.

## Distinctions
2006 : élevé au rang de baron